# Iekaterina Boulatova
Pour les articles homonymes, voir Boulatova.
Iekaterina Andreïevna Boulatova (en russe : Екатерина Андреевна Булатова) (née Starikova le 25 mai 1985 à Tchaïkovski) est une joueuse de volley-ball russe. Elle mesure 1,83 m et joue au poste de réceptionneuse-attaquante.

## Clubs
| Club                      | De        | À         |
| ------------------------- | --------- | --------- |
| VK Toulitsa Toula         | 2001-2002 | 2005-2006 |
| Khara Morin               | 2006-2007 | 2009-2010 |
| Severstal Tcherepovets    | 2010-2011 | 2010-2011 |
| Zaretchie Odintsovo       | 2011-2012 | 2011-2012 |
| Proton Balakovo           | 2012-2013 | 2012-2013 |
| Indesit Lipetsk           | 2013-2014 | 2013-2014 |
| VK Severianka             | 2014-2015 | 2015-2016 |
| Irtych-Kazkhrom           | 2016-2017 | 2016-2017 |
| VK Oufimotchka Oufa       | 2017-2018 | 2017-2018 |
| Wisła Warszawa            | jan 2018  | mai 2018  |
| Maccabi Haïfa             | oct 2018  | déc 2018  |
| Menashe Hadera Emek Hefer | 2018-2019 | …         |

## Palmarès
- Championnat du Kazakhstan
  - Finaliste : 2017.